# (292) Ludovica
Pour les articles homonymes, voir Ludovica.
(292) Ludovica est un astéroïde de la ceinture principale découvert par Johann Palisa le 25 avril 1890.